# Trichoplusia exquisita
Trichoplusia exquisita är en fjärilsart som beskrevs av Felder 1874. Trichoplusia exquisita ingår i släktet Trichoplusia och familjen nattflyn. Inga underarter finns listade i Catalogue of Life.